# Bromuro di sodio
Il bromuro di sodio è un composto inorganico di formula NaBr. È il sale di sodio dell'acido bromidrico.
A temperatura ambiente si presenta come un solido bianco cristallino inodore.

## Caratteristiche chimiche
NaBr cristallizza con la medesima struttura cubica di NaCl, NaF e NaI. Il sale anidro cristallizza sopra i 50,7 °C. I sali diidrati (NaBr · 2H2O) cristallizzano da soluzione acquosa al di sotto di 50,7 C.
Viene spesso utilizzato per produrre bromo puro facendolo reagire con cloro gassoso.
{\displaystyle {\ce {2NaBr + Cl2 -> 2NaCl + Br2}}}

## Applicazioni
Il bromuro di sodio è il bromuro inorganico più utile nell'industria. È anche usato come catalizzatore nelle reazioni di ossidazione mediate da TEMPO.

### Medicinale
Conosciuto anche come Sedoneural, il bromuro di sodio è stato usato come medicinale ipnotico, anticonvulsivante e sedativo in medicina, ampiamente usato alla fine del XIX e all'inizio del XX secolo. La sua azione è dovuta allo ione bromuro. Nel 1975, i bromuri furono rimossi dai farmaci negli Stati Uniti a causa della loro tossicità.

### Preparazione di altri composti del bromo
Il bromuro di sodio è ampiamente usato per la preparazione di altri bromuri nella sintesi organica e in altre aree. È una fonte del bromuro nucleofilo per convertire i cloruri alchilici in bromuri alchilici più reattivi attraverso la reazione di Finkelstein:
{\displaystyle {\ce {NaBr + RCl -> RBr + NaCl}}}
Il bromuro d'argento, sale fotosensibile in passato molto usato in fotografia, viene preparato usando NaBr.

### Disinfettante
Il bromuro di sodio è usato insieme al cloro come disinfettante per vasche idromassaggio e piscine.

### Industria petrolifera
Il bromuro di sodio è usato per preparare fluidi densi usati nei pozzi di petrolio.

## Sicurezza
Il bromuro di sodio ha una tossicità molto bassa con un LD50 orale stimato a 3,5 g/kg per i ratti. Tuttavia, questo è un valore monodose. Lo ione bromuro è una tossina cumulativa con un'emivita relativamente lunga (superiore a una settimana nell'uomo).